# NGC 4200
NGC 4200 é uma galáxia lenticular (S0) localizada na direcção da constelação de Virgo. Possui uma declinação de +12° 10' 51" e uma ascensão recta de 12 horas, 14 minutos e 44,3 segundos.
A galáxia NGC 4200 foi descoberta em 17 de Abril de 1784 por William Herschel.